# Neoperla stueberae
Neoperla stueberae är en bäcksländeart som beskrevs av Peter Zwick 1983. Neoperla stueberae ingår i släktet Neoperla och familjen jättebäcksländor. Inga underarter finns listade i Catalogue of Life.